# Viverra zibetha
La gran civeta india o gran civeta oriental (Viverra zibetha) es una especie de mamífero carnívoro de la familia Viverridae. Se encuentra en Nepal, Bután, India, Bangladés, sur de China, Indochina y la península de Malaca.

## Subespecies
Se reconocen las siguientes subespecies:
- Viverra zibetha zibetha
- Viverra zibetha ashtoni
- Viverra zibetha hainana
- Viverra zibetha picta
- Viverra zibetha pruinosus